# Phintella reinhardti
Phintella reinhardti är en spindelart som först beskrevs av Tord Tamerlan Teodor Thorell 1891.  Phintella reinhardti ingår i släktet Phintella och familjen hoppspindlar. Inga underarter finns listade i Catalogue of Life.